# عدد جينوكي
أعداد جينوكي (بالإنجليزية: Genocchi Numbers)‏، نسبة إلى الرياضي الإيطالي أنجيلو جينوكي، هي متتالية أعداد صحيحة {\displaystyle G_{n}} ({\displaystyle n\geq 1}) معرفة عبر الدالة المولدة الأسية :
{\displaystyle \sum _{n=1}^{\infty }G_{n}{\frac {t^{n}}{n!}}={\frac {2t}{e^{t}+1}}}
أعداد جينوكي تساوي 0 بالنسبة لقيم {\displaystyle n} الفردية : {\displaystyle G_{1}=G_{3}=G_{5}=...=0}
أعداد جينوكي مرتبطة بأعداد بيرنولي {\displaystyle B_{n}} عبر الصيغة التالية : {\displaystyle G_{2n}=2\,(1-2^{2n})\,B_{2n}=2nE_{2n-1}(0)}. بحيث {\displaystyle E_{n}(x)} حدانية أولر.

## قيم أعداد جينوكي
قيم أعداد جينوكي حسب موسوعة المتتاليات الصحيحة على الإنترنت (OEIS) :
| {\displaystyle n} | {\displaystyle G_{n}}                        |
| ----------------- | -------------------------------------------- |
| 2                 | {\displaystyle -1}                           |
| 4                 | {\displaystyle 1}                            |
| 6                 | {\displaystyle -3}                           |
| 8                 | {\displaystyle 17}                           |
| 10                | {\displaystyle -155}                         |
| 12                | {\displaystyle 2073}                         |
| 14                | {\displaystyle -38227}                       |
| 16                | {\displaystyle 929569}                       |
| ...               | ...                                          |
| 34                | {\displaystyle -14761446733784164001387}     |
| 36                | {\displaystyle 1884515541728818675112649}    |
| 38                | {\displaystyle -268463531464165471482681379} |

## خاصيات
- {\displaystyle G_{6}=-3} و {\displaystyle G_{8}=17} هما عددا جينوكي الوحيدين بقيمة مطلقة أولية. تمت البرهنة على هذه الخاصية سنة 2004.[1]